# Clara (chanteuse)
Pour les articles homonymes, voir Clara.
Clara, pseudonyme de Clara Soccini (Varèse, 25 octobre 1999), est une auteure-compositrice-interprète, actrice et mannequin italienne, lauréate de Sanremo Giovani 2023 avec la chanson Boulevard.

## Biographie
Née en 1999 à Varèse, Clara Soccini a vécu jusqu'à son adolescence à Travedona-Monate, dans la province de Varèse,, avec son jeune frère Filippo, qui vit et travaille aux Pays-Bas,. Son père Emanuele, entrepreneur dans le secteur des antiquités, est originaire de Biandronno (VA), tandis que sa mère Francesca, enseignante, est née et a grandi à Vimercate (MB), avant de déménager dans la province de Varèse,Elle a fréquenté le lycée linguistique « Alessandro Manzoni » de sa ville natale.

### Auteur-compositeur-interprète

#### 2020-2023: les débuts d'enregistrement et la chansonOrigami all'alba
Après avoir pris des cours de chant et de piano pendant ses années de lycée,, en 2020, elle commence sa carrière musicale, commençant à écrire ses premières chansons et collaborant sur la chanson Io e te, contenue dans l'album Napoli 51, du rappeur Nicola Siciliano,. Entre 2020 et 2022, il sort ses premiers singles: Freak, Ammirerò (en collaboration avec Kermit), Bilico (en collaboration avec Seife) et Il tempo delle mele.
Le 24 février 2023, sort le single Origami all'alba, en collaboration avec Matteo Paolillo et Lolloflow. La chanson, incluse dans la bande originale de la série télévisée Mare fuori, a atteint la quatrième position dans le classement Top Singles, stylisé par FIMI, et a ensuite été récompensée par trois disques de platine,. Le 28 avril de la même année, elle sort le single Cicatrice, tandis qu'en septembre et octobre, elle collabore avec MV Killa pour le single Replay et avec Mr. Rain (en) pour le single Un milione di notti, Cette dernière chanson a ensuite atteint la dix-septième position du classement Top Singles et a été certifiée platine.

#### 2023-2024: Sanremo Giovani, premier Sanremo etPrimo
Le 19 décembre 2023, elle a participé à la finale de la dix-septième édition du concours de chant Sanremo Giovani avec la chanson Boulevard, devenant gagnante et obtenant ainsi la possibilité de participer au Festival de Sanremo 2024. En décembre 2023, pour la chanson Boulevard, elle remporte le prix Lunezia pour la valeur musico-littéraire.

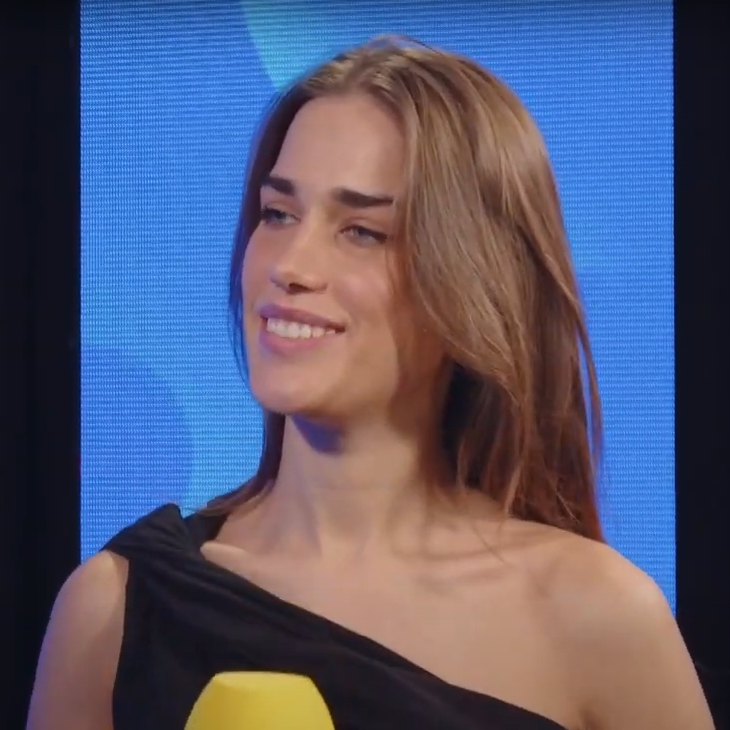
Clara interviewée en février 2024

En février 2024, elle participe pour la première fois au concours du 74e Festival de Sanremo, avec la chanson Diamanti grezzi. La chanson s'est classée vingt-quatrième au classement final, remportant le prix Enzo Jannacci Nuovo IMAIE de la meilleure interprétation et le prix révélation du clip vidéo Siae Roma 2024. Le 9 février, lors de la quatrième soirée consacrée aux reprises, elle a chanté en duo avec Ivana Spagna et la chorale d'enfants du Teatro Regio de Turin, en chantant la chanson Il circolo della vita, qui est arrivée à la vingt-quatrième place. La chanson de Sanremo a ensuite atteint la douzième position du classement Top Singles.
Le 16 février 2024, son premier album Primo est sorti, qui a débuté à la sixième place du FIMI Album Chart,. Au cours des mois d'avril et mai, elle sort le single Ragazzi fuori et collabore avec Icy Subzero pour le single Ghetto Love,. Du 13 juin au 24 août, le Primo Summer Tour, sa première tournée d'été, s'est déroulé de Casalgrande (RE) à Porto Sant'Elpidio (FM),. Au cours de l'été de la même année, elle s'est produite lors de plusieurs événements musicaux, notamment Future Hits Live, RDS Summer Festival, TIM Summer Hits, Battiti Live, 105 Summer Festival et Yoga Radio Bruno Estate.
Le 28 août 2024, elle s'est produite lors de la cérémonie d'ouverture du 81e Festival international du film de Venise. En septembre, elle remporte le Rising Star Award au Billboard Italia Women in Music, au Théâtre Manzoni de Milan. Le 13 septembre, il sort le single Nero gotico,. Du 3 au 15 octobre s'est déroulé le Primo Tour de Rome à Milan, sa première tournée des clubs italiens produite par LiveNation. Le 1er novembre, la chanson Golfo x despecho est sortie, dans laquelle Clara a collaboré avec les chanteurs espagnols Lérica et Abraham Mateo.

#### 2025-présent: deuxième Sanremo

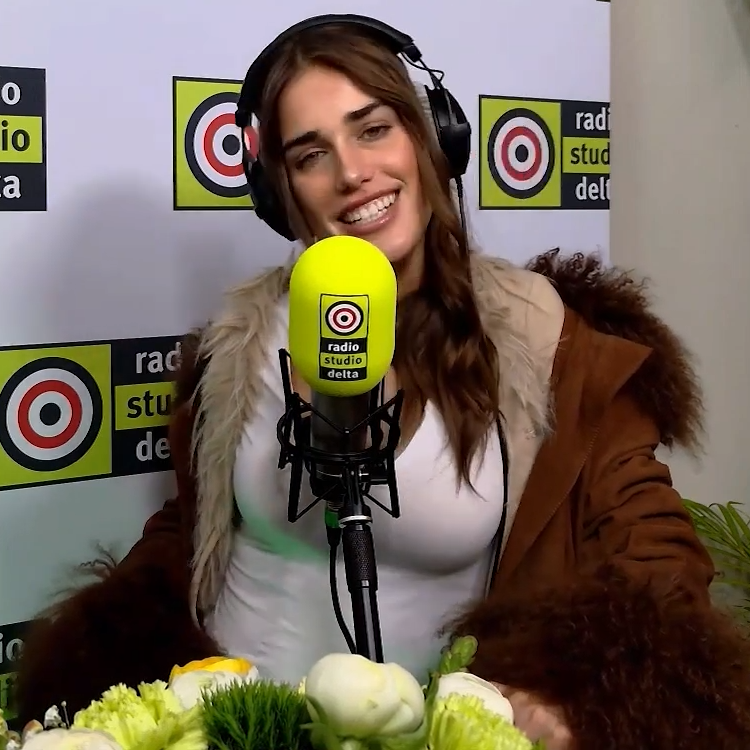
Clara interviewée en février 2025

En février 2025, il participe pour la deuxième fois au concours du 75e Festival de Sanremo avec la chanson Febbre,, qui termine à la vingt-septième place à la fin de l'événement. La chanson a ensuite atteint la vingt-troisième position du classement Top Singles. Le 14 février, lors de la quatrième soirée consacrée aux reprises, il chante en duo avec Il Volo la chanson The Sound of Silence de Simon & Garfunkel, classée neuvième.

### Actrice

#### 2023-2024: succès avecMare fuori

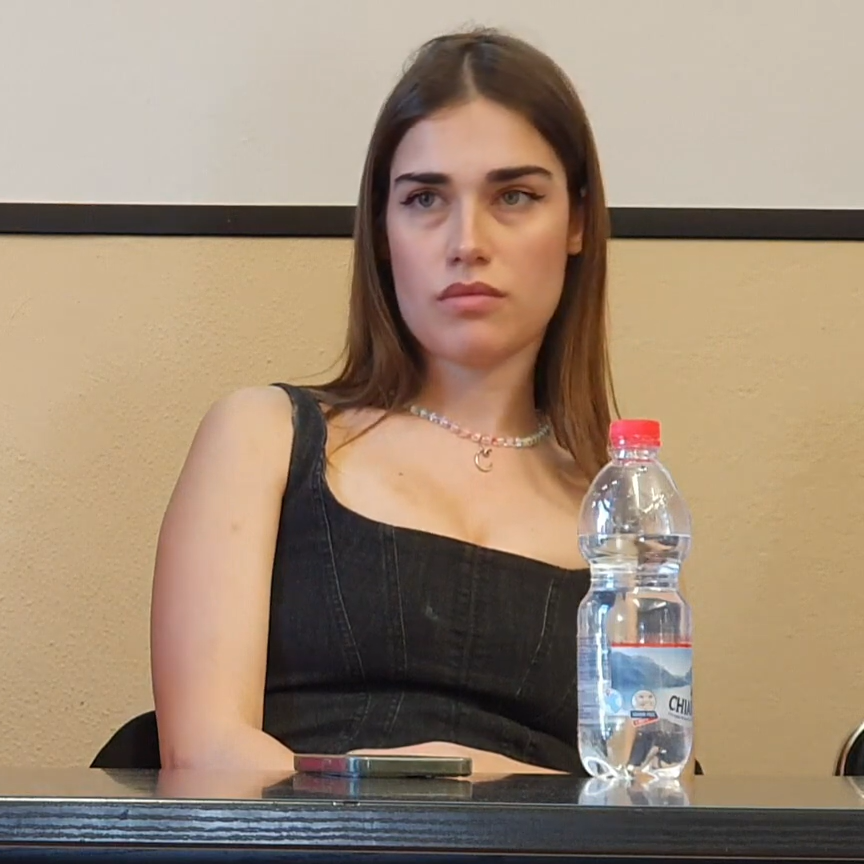
Clara en 2023 lors de la présentation de la troisième saison de la série Mare fuori, organisée par le BAFF

En 2023, elle gagne en popularité dans la troisième saison de la série télévisée Mare fuori, jouant le rôle de Giulia, alias Crazy J, fille de Laura, interprétée par Chiara Iezzi,. L'année suivante, en 2024, elle reprend le même rôle dans la quatrième saison et dans le spin-off Mare fuori #confessioni. La même année, il parle de ses faiblesses avant de devenir populaire dans les émissions Verissimo et Le Iene.

### Modèle
En 2020, après avoir obtenu son diplôme d'études secondaires, elle décide de déménager à Milan pour poursuivre une carrière de mannequin, posant pour divers magazines, dont Grazia. Entre 2023 et 2024, il a participé à l'événement Born in Roma Celebration dans les Pouilles et à la Fashion Week de Milan.
Du 27 juillet au 4 août 2024, elle a été la marraine de la vingt et unième édition du Magna Graecia Film Festival. La même année, elle devient le visage de la campagne publicitaire de Motorola et le témoignage de la nouvelle collection de sous-vêtements et de maillots de bain de la marque Yamamay, intitulée Intimate Conversation.

## Vie privée
Depuis novembre 2022, elle est liée à l'ancien basketteur Jacopo Neri,.

## Discographie
- 2024 – Primo

## Tournée
- 2024 – Primo Summer Tour
- 2024 – Primo tour

## Filmographie

### Télévision
- Mare fuori – série télévisée, 26 épisodes (2023-2024)

### Web TV
- Mare fuori #confessioni – websérie (2024)

## Participation à des événements de chant
- Festival de Sanremo (Rai 1)
  - 2024 – 24e place avec Diamanti grezzi
  - 2025 – 27e place dans la section «Champions» avec Febbre
- Sanremo Giovani (Rai 1)
  - 2023 – 1re place avec Boulevard

## Campagnes publicitaires
- Grazia (2018, 2024)
- Motorola (2024)
- Yamamay (2024)

## Récompenses
- Billboard Italia Women in Music
  - 2024 – Prix de l'Étoile montante[47]
- Festival de Sanremo
  - 2024 – Prix Enzo Jannacci NuovoIMAIE de la meilleure interprétation pour Diamanti grezzi
  - 2024 – Prix Siae Rome de la révélation du clip vidéo 2024 pour Diamanti grezzi[31]
- Music Awards
  - 2023 – Single multi-platine pour Origami all'alba[19],[20]
- Premio Lunezia
  - 2023 – Prix de la valeur musico-littéraire pour Boulevard
- Sanremo Giovani
  - 2023 – Vainqueur de la dix-septième édition avec Boulevard[25]